# Verwaltungsgemeinschaft Stauden
Die Verwaltungsgemeinschaft Stauden im südlichen schwäbischen Landkreis Augsburg entstand am 1. Mai 1978 durch Rechtsverordnung der Regierung von Schwaben und ist eine von insgesamt 311 Verwaltungsgemeinschaften in Bayern (Stand März 2025). Ursprünglich führte sie den Namen Verwaltungsgemeinschaft Langenneufnach. Seit dem 1. Januar 2000 trägt die Verwaltungsgemeinschaft den Namen „Stauden“, abgeleitet von der Stauden-Landschaft, in der die Mitgliedsgemeinden liegen.
Die Mitgliedsgemeinden der Verwaltungsgemeinschaft sind:
1. Langenneufnach, 1895 Einwohner, 12,81 km²
2. Mickhausen, 1378 Einwohner, 15,88 km²
3. Mittelneufnach, 1070 Einwohner, 16,92 km²
4. Scherstetten, 1098 Einwohner, 15,70 km²
5. Walkertshofen, 1178 Einwohner, 12,74 km²

Seit dem 1. Mai 2014 hält der 1. Bürgermeister der Gemeinde Scherstetten, Robert Wippel den Vorsitz. Der Sitz der Geschäftsstelle befindet sich im Rathaus von Langenneufnach. Geschäftstellenleiterin ist Sarah Knöpfle. Sie folgte 2022 auf den Vorgänger Bernhard Schalk, der 2011 dieses Amt von Siegfried Hablizel übernommen hatte. Die Verwaltungsgemeinschaft beschäftigt (Stand Oktober 2022) rund 30 Mitarbeitende.